# Diritto amministrativo militare in Italia
Il diritto amministrativo militare in Italia è quella branca del diritto amministrativo militare che si occupa dell'organizzazione di taluni aspetti delle forze armate italiane.

Vittorio Emanuele Orlando (1860-1952)

## Caratteri generali
La materia ha per scopo la formazione e la guida degli operatori militari e degli appartenenti a carriere giudiziarie (della magistratura ordinaria, amministrativa e militare) e forensi, presentando in modo organico tutte le norme che regolano i procedimenti amministrativi tipici e negoziali delle Forze Armate, sia nei loro profili gestionali che in quelli giustiziali e di responsabilità e deve tenere conto anche di tutti gli interventi normativi quali le problematiche dell'ambiente, dell'amministrazione digitale, del nuovo Codice della navigazione, del nuovo regolamento sugli uffici di diretta collaborazione del Ministero della Difesa nonché del nuovo regolamento per l'amministrazione e la contabilità degli organismi della difesa. È una branca del diritto pubblico che abbraccia tutte le previsioni normative e i relativi aspetti costituzionale afferenti all'organizzazione delle Forze armate, dei Corpi militari dello Stato e dell'Amministrazione della Difesa, all'Ordinamento giudiziario militare e disciplinare delle Forze armate e alle implicazioni giuridiche insite nelle scienze militari in genere. In particolare modo esso attiene alla disciplina costituzionale della guerra, alla difesa della Patria, ai diritti costituzionali dei militari e le loro limitazioni, al Diritto penale militare, alla Giustizia militare, all'organizzazione di vertice dell'ordinamento militare e alla funzione di indirizzo politico-militare.
Il diritto disciplinare è il complesso delle norme, degli usi e consuetudini comprese nella tradizione militare che disciplina l'ordine e l'insieme dei principi trascendenti, idonei a garantire l'assoluta e completa dedizione verso la società, alla cui protezione è finalizzata la stessa organizzazione militare.
In questa ottica, il diritto amministrativo militare è a sua volta una branca del diritto militare che analizza sotto un aspetto dottrinario gli aspetti più strettamente inerenti alla vita dell'organizzazione militare. Così, per Cristina Poli l'Amministrazione della Difesa comprende quella branca del diritto pubblico che è destinata a predisporre tutti i mezzi e gli strumenti finalizzati alla sicurezza della Nazione. La difesa nazionale, ossia la difesa dalle aggressioni che possano mettere in pericolo la pace e la sicurezza di tutti, acquisendo valore e rango costituzionale per effetto del principio sancito dall'art. 52 della Costituzione: "La difesa della Patria è sacro dovere del cittadino".
E poiché la difesa della Patria si realizza anche attraverso lo strumento militare è la stessa Costituzione a porre limiti alla operatività del dovere di difendere la Patria laddove nella parte prima dell'art. 11 precisa che "L'Italia ripudia la guerra come strumento di offesa alla libertà dei popoli e come mezzo di risoluzione delle controversie internazionali".

## L'amministrazione della difesa in Italia
Oggetto primario dello studio del diritto amministrativo militare sono le Forze armate e cioè l'organizzazione di uomini e mezzi (lo "strumento militare") destinata, in via primaria, ad assicurare con le armi la difesa esterna dello Stato e, in via subordinata, a tutelare l'ordine pubblico interno. Tale organizzazione ha carattere permanente e quindi costituisce un'istituzione nel quadro dell'ordinamento dello Stato.

### L'organizzazione delle forze armate
Caratteristica precipua delle forze armate è la struttura rigidamente gerarchica. In Italia il loro organo supremo è il Presidente della Repubblica (Art. 87/9 Cost.), mentre le funzioni politico-amministrative sono affidate al Ministro della Difesa.

### La funzione politica e la funzione amministrativa
Gli organi delle forze armate hanno alternativamente o una funzione politica, o una funzione amministrativa.
Per Schwarzenberg, politica è la funzione del Presidente della Repubblica, nella qualità di comandante supremo delle Forze armate e di rappresentante dell'unità nazionale, e questa è a lui conferita nell'interesse supremo ed indivisibile della conservazione dello Stato, anche a garanzia della neutralità politica (cosiddetta apoliticità) delle forze armate.
Amministrative sono invece le funzioni di tutti gli altri organi e anche parte delle funzioni esercitate dallo stesso Presidente della Repubblica in quanto coincidano con quelle che egli ha anche in altri settori dell'organizzazione pubblica amministrativa. Esse sono infatti assolte in considerazione di singoli fini dello Stato (le finalità di difesa) con quei caratteri di concretezza, di spontaneità e discrezionalità che sono propri della funzione amministrativa.

### Le attribuzioni giuridico-amministrative e le attribuzioni tecniche
Tra le attribuzioni degli organi suddetti occorre distinguere quelle propriamente giuridico-amministrative da quelle di carattere tecnico.
Le prime sono imputabili all'amministrazione della difesa e quindi gli organi che le compongono come elementi centrali e periferici, del Ministero della Difesa, e fanno parte di un ordinamento gerarchico al cui vertice come di regola è posto il Ministro.
Fra le attribuzioni tecniche si distinguono quelle che per la loro stretta connessione con l'attività giuridico-amministrativa sono esercitate dall'amministrazione ministeriale, con la consulenza o sulle proposte degli Stati Maggiori e quelle che si denominano operative, attinenti cioè all'impiego delle forze armate in operazioni militari, che sono esercitate dagli Stati Maggiori e, sotto la loro direzione, dagli elementi territoriali o operativi che ne dipendono.
Dal punto di vista giuridico, anche nell'attività operativa si verifica l'emanazione di atti amministrativi (ad esempio, tali sono gli ordini impartiti dai superiori gerarchici), sebbene nella massima parte dei casi si tratta di atti meramente interni.
Ma l'attività delle forze armate può assumere spesso rilevanza giuridica, ad esempio per l'affermazione di responsabilità civili, penali o amministrative; ed essa può anche dar luogo a responsabilità dell'amministrazione verso terzi, che è imputata all'amministrazione della Difesa.

### Il fondamento costituzionale

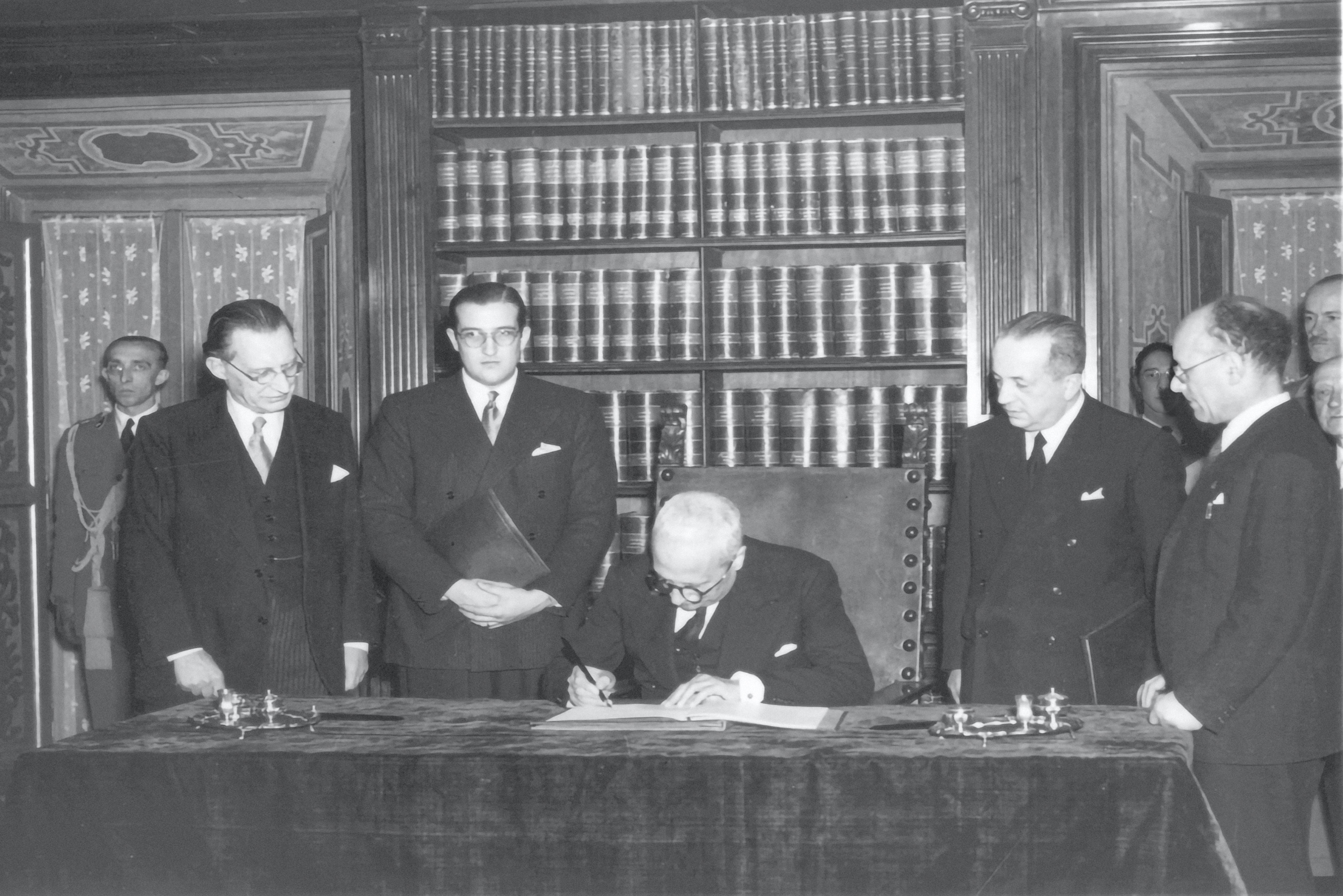
Enrico De Nicola firma la Costituzione

L'ultimo comma dell'art. 52 della Costituzione recita:
La norma di certo non prevede l'introduzione nell'ordinamento delle Forze armate di principi organizzativi che si considerano propri della democrazia, quali il decentramento delle funzioni o l'elettività degli uffici, ma si limita a sancirne un principio generale.
Secondo Schwarzenberg, nelle Forze armate l'esperienza storica dimostrerebbe che l'ordinamento gerarchico accentrato al vertice è il solo sistema funzionale.
Giuristi come Vittorio Bachelet e Landi hanno fatto notare che democrazia non può essere intesa come sgretolamento dell'autorità: mentre sarebbe per loro e per Schwarzenberg evidente che la radice della democrazia consista nel rispetto dell'autorità legale e nell'esatto adempimento dei doveri propri di ciascuno.
Talune forme di rispetto esteriore imposte all'inferiore verso il superiore dai vigenti regolamenti militari (il saluto, la posizione di "attenti", ecc.) non si fondano sull'inammissibile presupposto di una minore dignità del dipendente (si ricordi che, ad esempio, gli stessi regolamenti impongono al superiore di rispondere al saluto) ma sull'opportunità psicologica di un frequente richiamo alle rispettive posizioni di responsabilità, come mezzo di perfetta educazione disciplinare, in una organizzazione in cui la pronta obbedienza è regola inderogabile per la piena attuazione dei fini.
Per quanto controverso sia il significato da attribuire all'art. 52, una cosa è certa e cioè che alcuni dei principi che vanno considerati essenziali per la democrazia debbano essere applicati anche nell'organizzazione dell'apparato militare. Tra essi si possono ricordare: la possibilità di accesso alle carriere militari per tutti i cittadini che abbiano i requisiti voluti dalla legge, senza discriminazione di censo o altro; una disciplina del reclutamento obbligatorio (ora sospesa) ispirata al principio secondo il quale il dovere della difesa della Patria costituisce un dovere sacro di ogni cittadino, per cui le eventuali esclusioni dall'obbligo del servizio militare (quando previsto) possono riferirsi solo a particolari situazioni familiari o fisiche, ecc. dell'arruolando, e non ad altre situazioni legate a opinioni politiche professate o ad appartenenza a determinate località o regioni.

## La posizione della dottrina
In Italia la disciplina una elaborazione dottrinale antica: nell'opera Primo trattato completo di Diritto amministrativo italiano di Vittorio Emanuele Orlando, edito a cavallo dei secoli XIX e XX, compare un ampio capitolo dedicato al "Diritto amministrativo militare".
Nella definizione datane da Sabino Cassese, esso è il "complesso di norme e di istituti che disciplinano le funzioni, l'organizzazione e la finanza dell'ordinamento militare" con tutte le previsioni afferenti al personale militare ed ai procedimenti amministrativi militari.
Per Claudio Schwarzenberg, il diritto amministrativo militare è "la branca del diritto amministrativo che regola gli organi, l'attività della pubblica amministrazione, che hanno la specifica finalità di attendere alla funzione della difesa dello Stato". Secondo lo Schwarzenberg, visto che il fine peculiare del diritto amministrativo militare sarebbe quello di predisporre i mezzi per una situazione eccezionale, quale la difesa esterna dello Stato, esso avrebbe insito un qualche cosa di profondamente diverso da tutte le altre branche del diritto amministrativo e comprende alcune norme speciali che, come tali, prevalgono sulle norme generali, conferendo alla materia una sua inconfutabile autonomia.
La dottrina del diritto amministrativo militare in Italia riguarda così principalmente le problematiche legate all'Amministrazione della Difesa, all'organizzazione delle Forze armate, ai loro compiti istituzionali, ai beni e ai mezzi dell'Amministrazione militare e alle problematiche relative a reclutamento, stato, avanzamento nonché benessere e concertazione e trattamento previdenziale del personale militare.
In particolare modo, secondo Zottin, si deve evidenziare come la giurisprudenza amministrativa, più delle altre, si collochi nel diritto amministrativo militare nel ruolo non secondario di gelosa custode della legalità dell'azione amministrativa dell'Amministrazione della Difesa, sempre attenta nel delineare i limiti del corretto uso del potere discrezionale riconosciuto a ogni pubblica amministrazione, in un'ottica di garanzia ed efficienza istituzionale. I principi di diritto pubblico e di diritto amministrativo elaborati dalla dottrina nazionale e recepiti dall'ordinamento giuridico italiano non sono estensibili automaticamente agli istituti giuridici analoghi degli altri Paesi esteri. Infatti, oggi esistono trattati di diritto pubblico comparato e di diritto amministrativo comparato ma non risultano esistere trattati di diritto amministrativo militare comparato.

## Peculiarità dello status dei militari
Ai militari non è riconosciuto il diritto di sciopero ed è vietata la costituzione e l'adesione ad associazioni di carattere sindacale; tuttavia sono stati creati organi rappresentativi che vengono eletti dai militari: i CO.BA.R. presso i Comandi di Corpo, i CO.I.R. presso gli alti comandi e il CO.CE.R. (Consiglio Centrale di Rappresentanza) presso lo Stato Maggiore della Difesa.
Per quanto concerne il diritto di manifestazione di pensiero, il militare può pubblicare scritti, tenere conferenze e manifestare pubblicamente il proprio pensiero con la sola limitazione che non può trattare argomenti di servizio o a carattere riservato senza avere ottenuta la preventiva autorizzazione dei superiori competenti.
Ai militari è riconosciuta la libertà di culto ed essi hanno diritto di ricevere l'assistenza dei ministri di culto. Tuttavia presso le forze armate prestano servizio solo i cappellani militari di religione cattolica riuniti in una organizzazione facente parte del Ministero della Difesa, l'Ordinariato militare, cui è preposto un arcivescovo con il rango di Generale di Corpo d'Armata.
Al riguardo è stata ravvisata una limitazione alla libertà di culto per il fatto che l'esercizio di tale diritto è consentito "compatibilmente con le esigenze di servizio" e per il fatto che non essendo garantita l'assistenza religiosa di altre confessioni fuori dalla cattolica è reso difficoltoso l'esercizio del diritto di culto per le altre confessioni.

### La valutazione caratteristica
Norme relative alla valutazione caratteristica sono previste per tutte le categorie e ruoli del personale militare, come accade anche in altri campi del pubblico impiego.
Per gli ufficiali, ad esempio, di ciascuno viene formato un libretto personale che si compone di tre parti: la prima per lo stato di servizio, la seconda per le note caratteristiche e la terza per le eventuali sanzioni disciplinari.
Le note caratteristiche sono costituite dalla scheda valutativa e dal rapporto informativo. La scheda valutativa si conclude con l'attribuzione di una qualifica finale: eccellente, superiore alla media, nella media, inferiore alla media, insufficiente. Alla massima qualifica possono essere aggiunte espressioni elogiative.
Nel rapporto informativo invece non viene attribuita alcuna qualifica, ma viene espresso un giudizio finale che in occasioni di valutazioni viene comunque equiparato dalle commissioni alle qualifiche finali usate per le schede valutative.
I documenti caratteristici sono compilati dall'autorità dalla quale l'ufficiale valutando dipende per il suo impiego e sono sottoposti alla ulteriore revisione di non più di due autorità superiori nella stessa linea gerarchica; il revisore può esprimere un giudizio parzialmente diverso da quello del compilatore, indicando le ragioni della discordanza.
Il giudizio riportato nella scheda valutativa o nel rapporto informativo sono comunicati all'ufficiale interessato, il quale firma il foglio di comunicazione.
Contro le risultanze dei documenti caratteristici, che gli vengono comunicati, l'ufficiale può presentare reclamo entro 30 giorni, che ha natura di ricorso gerarchico, non solo per ottenere la rettifica dei dati inesatti, ma anche per lamentare i vizi di legittimità nei quali fossero incorsi il compilatore o i revisori. Si tratta di un ricorso gerarchico improprio, soggetto alle norme generali sui ricorsi gerarchici, che viene deciso dal Ministro della Difesa.
I documenti caratteristici possono essere pure impugnati per vizi di legittimità in via giurisdizionale innanzi ai TAR o con ricorso straordinario al Presidente della Repubblica.

### Il contenzioso
Anche in tema di valutazione caratteristica va ricordato che nella valutazione del servizio oltreché della personalità del valutando militare, la pur ampia discrezionalità tecnica delle autorità preposte alla compilazione e revisione dei documenti caratteristici trova i suoi limiti nel fatto che la valutazione deve essere coerente con i precedenti di carriera del militare “scrutinato” e la valutazione deve comunque essere informata a un parametro di razionalità.
Del pari è stato pure affermato che nell'ambito del giudizio tecnico-discrezionale sono rilevabili e apprezzabili quelle palesi aberrazioni che, per la loro manifesta irrazionalità, rivelino il cattivo uso del potere amministrativo, sì da far ritenere che il giudizio reso sia frutto di errori ovvero il risultato di criteri impropri volti al raggiungimento di finalità estranee a quelle sottese alla formulazione della valutazione, sempre che, naturalmente l'abnormità e l'incoerenza della valutazione emergano dall'esame della documentazione con assoluta immediatezza.
Inoltre, si deve tenere conto che se è vero che ogni periodo oggetto di valutazione ha una sua autonomia, è altrettanto vero che una siffatta regola riceve una sua decisa attenuazione ogni volta si sia in presenza di precedenti di carriera (talora, riscontrati addirittura sino al momento immediatamente precedente al periodo di valutazione) costantemente ottimi (giudizi finali apicali e/o massime aggettivazioni), con un livello macroscopicamente elevato, da rendere a prima vista la valutazione e il giudizio finale attribuiti del tutto inadeguati.
Il d.m. 571 del 1993, fra gli altri elementi di valutazione, ha introdotto la tendenza di carriera.

### L'avanzamento degli ufficiali ed il contenzioso
Come per la valutazione caratteristica, anche le norme relative all'avanzamento, ovvero alla promozione ai gradi superiori a quello rivestito a inizio carriera nell'ambito della categoria e del ruolo di appartenenza, sono previste per tutte le categorie e ruoli del personale militare. La vastità della normativa e le specificità delle singole categorie e ruoli sconsigliano un esame dettagliato per ciascuna situazione. Si procederà, pertanto, pure in questa sezione a esaminare la sola normativa che riguarda la categoria ufficiali anche nella considerazione che tale disciplina è la più complessa e idonea a spiegare compiutamente tutti gli aspetti e istituti dell'avanzamento.
Tutte le norme concernenti l'avanzamento del personale militare sono state raccolte in un testo unico recentemente promulgato: D. Lgs. 15 marzo 2010 n. 66 - Codice dell'Ordinamento Militare entrato in vigore il 9 ottobre 2010..
In tema di avanzamento ufficiali si registra un consistente contenzioso innanzi agli organi di giustizia amministrativa e sovente con ricorso straordinario al Presidente della Repubblica. In particolare modo i ricorsi sono presentati da ufficiali non promossi al grado superiore a seguito di procedura di avanzamento a scelta. Sono avanzamenti a scelta quelli per la promozione al grado di maggiore, colonnello, generale di brigata/brigadier generale e livelli superiori o gradi equiparati della Marina militare o Aeronautica militare.
Le procedure di avanzamento sono espletate da apposite commissioni denominate a seconda dei casi Commissioni ordinarie di avanzamento, Commissioni superiori di avanzamento, Commissione di avanzamento di vertice. Alle suddette commissioni viene ovviamente riconosciuta una grande facoltà discrezionale nella scelta degli ufficiali da promuovere, specialmente quando devono essere attribuiti gradi molto elevati. Al riguardo, la giurisprudenza ha chiarito che i giudizi di avanzamento degli ufficiali sono soggetti al sindacato di legittimità del giudice amministrativo soltanto entro limiti estremamente ristretti, segnati dalla necessità di rispettare la sottile, ma non di meno precisa, linea che divide il giudizio di legittimità dalla valutazione di merito, squisitamente discrezionale, demandata istituzionalmente all'apprezzamento della Commissione di avanzamento. In proposito, giova richiamare talune considerazioni in ordine alla natura dei giudizi espressi ai fini dell'avanzamento degli ufficiali e al correlato ambito di sindacabilità, in sede giurisdizionale, di tali giudizi.
In tale direzione, viene in rilievo, quale parametro normativo di riferimento, l'art. 26 della legge 12 novembre 1955 n. 1137, ai sensi del quale il giudizio per l'avanzamento a scelta degli ufficiali aventi grado non superiore a colonnello o corrispondente deve essere effettuato sulla base della valutazione delle qualità morali, di carattere e fisiche; alle benemerenze di guerra, comportamento in guerra e qualità professionali dimostrate durante la carriera, specialmente nel grado rivestito, con particolare riguardo all'esercizio del comando o delle attribuzioni specifiche, qualora richiesti dalla legge ai fini dell'avanzamento, al servizio prestato presso reparti o in imbarco; alle doti intellettuali e di cultura con particolare riguardo ai risultati di corsi, esami, esperimenti; nonché all'attitudine ad assumere incarichi nel grado superiore, con specifico riferimento ai settori di impiego di particolare interesse per l'Amministrazione.
Quanto alle modalità applicative dell'art. 26 della legge 1137 del 1955, le stesse sono state dettate – in attuazione dell'art. 45 della legge 19 maggio 1986 n. 224, che demanda al Ministero della Difesa la disciplina di tali modalità mediante previsione di “criteri che evidenzino le motivazioni poste a base delle valutazioni” – con decreto ministeriale 2 novembre 1993 n. 571, di approvazione del regolamento concernente le modalità e i criteri applicativi delle norme contenute negli artt. 25 e 26 della legge 12 novembre 1955 n. 1137. Dispone l'art. 7 del citato decreto ministeriale che:
Il successivo articolo 8 prevede, quanto alle qualità morali e di carattere, come "risultanti dalla documentazione personale ed evidenziate specialmente nel grado rivestito" che le stesse "sono da considerare in relazione ad un modello ideale della figura dell'ufficiale, quale risulta dai valori indicati nel regolamento di disciplina militare e rapportato sempre alla realtà sociale dello specifico periodo storico. Sono altresì considerate le punizioni, gli elogi e gli encomi ricevuti, avuto particolare riguardo alle relative motivazioni".
Stabilisce, inoltre, l'art. 9 del decreto in esame, che la valutazione delle qualità professionali "dimostrate durante la carriera e specialmente nel grado rivestito, deve essere condotta attraverso l'analisi di tutti gli elementi desumibili dalla documentazione personale, tra cui in particolare: benemerenze di guerra e di pace; incarichi di comando o attribuzioni specifiche o servizi prestati presso i reparti o in imbarco; incarichi di particolare responsabilità ivi compresi quelli a carattere interforze ed internazionali; incarico attuale; specifiche attitudini e versatilità dimostrate in relazione al ruolo di appartenenza ed alle differenti situazioni d'impiego; encomi, elogi o punizioni, con particolare riguardo alle relative motivazioni. Adeguata considerazione deve essere riconosciuta alla motivazione al lavoro che, completando le qualità professionali, è l'espressione dell'interesse diretto agli obiettivi organizzativi e della conseguente partecipazione con senso del dovere, della responsabilità, della disciplina, nonché con spirito di abnegazione e di sacrificio".
Avuto riguardo alle qualità intellettuali e di cultura, dispone l'art. 11 del D.M. n. 571, che:
Mentre – ai sensi del successivo art. 11 bis, la valutazione dell'attitudine ad assumere incarichi del grado superiore, con specifico riferimento ai settori di impiego di particolare interesse per l'Amministrazione, "deve essere condotta attraverso l'analisi di tutti gli elementi des umibili dalla documentazione matricolare e caratteristica, tra cui in particolare: gli incarichi espletati durante la carriera e specialmente nel grado rivestito, ponendo in rilievo l'esperienza acquisita ed i risultati conseguiti; specifiche attitudini e versatilità evidenziate in relazione alle differenti situazioni di impiego".
La valutazione dei predetti elementi deve avvenire sulla base di quanto previsto dall'art. 15 del D.Lgs. 30 dicembre 1997 n. 490, ai sensi del quale:
L'art. 8 del D. Lgs. n. 490 del 1997 – richiamato dal precitato art. 15 del Decreto stesso – precisa, per quanto qui di interesse, al comma 1, che per l'avanzamento al grado superiore l'ufficiale deve possedere i requisiti fisici, morali, di carattere, intellettuali, di cultura, professionali, necessari per bene adempiere le funzioni del nuovo grado (ulteriormente soggiungendo che "aver disimpegnato bene le funzioni del proprio grado è condizione indispensabile, ma non sufficiente, per l'avanzamento al grado superiore").
Dal quadro normativo di riferimento del procedimento di valutazione degli ufficiali per l'avanzamento a scelta al grado superiore, come dianzi illustrato, il relativo giudizio ripete la sua specifica caratterizzazione in termini di valutazione complessiva e di sintesi dello scrutinato, nella quale assumono indivisibile rilievo gli elementi personali e di servizio emersi nei confronti dell'ufficiale, di tal guisa che non è possibile scindere i singoli elementi per poi assumere che uno di essi, isolatamente considerato, sia sufficiente a sorreggere il giudizio complessivo. Ciò in quanto l'apprezzamento dei titoli dei partecipanti - da effettuarsi nell'ambito di un giudizio complessivo e inscindibile - non ha specifica autonomia, potendo la mancanza di qualche titolo da parte di taluno degli scrutinandi essere controbilanciata, ai fini del giudizio globale, dal possesso dei titoli diversi valutati come equivalenti dalla Commissione superiore di Avanzamento. Il sistema della promozione a scelta, difatti, viene a essere caratterizzato non dalla comparazione fra gli scrutinandi, ma da una valutazione in assoluto per ciascuno di essi; di talché l'iscrizione nel quadro di avanzamento è determinata dalla posizione conseguita da ciascuno nella graduatoria, sulla base del punteggio attribuitogli. La specifica natura di tale giudizio di avanzamento, espresso in assoluto, e la mancanza, al suo interno, di ambiti di merito comparativo, consente conseguentemente il sindacato giurisdizionale sui risultati della valutazione, sotto il profilo dell'eccesso di potere in senso relativo, solo nei limiti in cui esso sia possibile in base al raffronto a posteriori, fra loro, dei punteggi attribuiti a ciascuno in riferimento agli elementi di giudizio chiaramente emergenti dalla documentazione caratteristica e concretamente presi in considerazione.
Dovendo precisarsi in proposito che la conclusiva valutazione con la quale l'Amministrazione abbia dato peso e significato alla complessiva personalità e attività dell'interessato, costituendo apprezzamento di merito, non è sindacabile in sede giurisdizionale. Discendono, dalle suesposte premesse, precise indicazioni quanto all'ambito di esercitabilità del sindacato giurisdizionale. Come sostenuto dalla giurisprudenza amministrativa e ribadito dalle Sezioni Unite della Suprema Corte di Cassazione, non compete infatti al giudice amministrativo il potere di entrare nel merito delle valutazioni espresse dalla Commissione di avanzamento per gli ufficiali delle Forze Armate, dovendo il giudizio rimanere limitato a una generale verifica della logicità e razionalità dei criteri seguiti in sede di scrutinio; con conseguente esclusione di ogni sindacato di merito sui giudizi di avanzamento degli ufficiali, che sono soggetti al sindacato di legittimità entro limiti assai ristretti segnati dall'esigenza di rispettare la sottile - ma non di meno precisa - linea che divide il giudizio di legittimità dalla valutazione squisitamente discrezionale demandata istituzionalmente alla Commissione superiore di avanzamento.
Con specifico riferimento ai giudizi espressi dalle Commissioni Superiori di Avanzamento, la giurisprudenza ha poi avuto modo di confermare l'ampiezza della discrezionalità attribuita a tali organi, chiamati a esprimersi su candidati che di solito sono ufficiali dotati di ottimi profili di carriera, e le cui qualità sono definibili solo attraverso sfumate analisi di merito implicanti la ponderazione non aritmetica delle complessive qualità degli scrutinandi, da effettuarsi attraverso un apprezzamento dei titoli e dei requisiti in via di astrazione e di sintesi, non condizionato dalla meccanica valutazione delle singole risultanze documentali. Rimane escluso, quindi, che il giudice possa procedere all'esame comparativo degli ufficiali valutati in sede di redazione degli scrutini di avanzamento, ovvero verificare la congruità del punteggio attribuito, in quanto la discrezionalità tecnica attribuita alla Commissione è sindacabile solo in presenza di valutazioni macroscopicamente incoerenti o irragionevoli, così da comportare un vizio della funzione. Sono, pertanto, apprezzabili solo quelle palesi aberrazioni in presenza delle quali il vizio della valutazione di merito trasmoda in eccesso di potere per la manifesta irrazionalità in cui si manifesti il cattivo esercizio del potere amministrativo, sì da far ritenere che i punteggi siano frutto di elementari errori ovvero il risultato di criteri impropri, volti al raggiungimento di finalità estranee a quella della scelta dei soggetti più idonei alle funzioni del grado superiore da conferire.
L'incoerenza della valutazione, la sua abnormità, il contrasto con i precedenti di carriera, nonché la violazione delle regole di tendenziale uniformità del criterio di giudizio, debbono pertanto emergere dall'esame della documentazione con assoluta immediatezza. Ciò in quanto il sindacato giurisdizionale di legittimità sulle valutazioni della Commissione superiore di avanzamento non può snaturare il carattere tipico della promozione a scelta, introducendovi connotazioni di merito comparativo; tanto più quando, trattandosi dell'avanzamento ai più elevati gradi delle forze armate, la valutazione deve essere complessiva per tutte e tre le categorie dei titoli.
Cosicché tale sindacato deve estrinsecarsi nella verifica del corretto esercizio del potere valutativo, proprio della Commissione, nell'attribuzione del punteggio a ogni singolo ufficiale e, per non sconfinare nel merito dell'azione amministrativa, deve limitarsi al riscontro di palesi irrazionalità nell'assegnazione del punteggio, tali da non richiedere sfumate analisi degli iscritti in quadro, ma emergenti ictu oculi per la loro macroscopica evidenza. Sul piano applicativo, se ciò impedisce in radice al giudice amministrativo di procedere all'esame comparativo degli ufficiali valutati in sede di redazione degli scrutini di avanzamento, o di verificare la specifica congruità del punteggio attribuito, non si può però precludere – secondo i principi generali del giudizio di legittimità – il sindacato in ordine alla coerenza e ragionevolezza della valutazione tecnica operata dalla Commissione, e cioè il riscontro ab externo di elementi sintomatici del vizio della funzione discrezionale esercitata in concreto dalla P.A. Restano, cioè, pur sempre apprezzabili quelle palesi incongruenze in presenza delle quali il vizio non può più ritenersi intrinseco alla valutazione di merito (che in sé implica una più o meno lata opinabilità), bensì trasmoda in eccesso di potere configurabile – appunto - in senso relativo, allorché emergano consistenti indizi di macroscopici contrasti di giudizio, capaci di dimostrare – con chiaro ed univoco significato – l'esistenza di profili di incoerenza ed illogicità di portata tale da non lasciare dubbi sul travalicamento, da parte della Commissione superiore, dei limiti della sua pur ampia discrezionalità.
La cognizione del giudice amministrativo non può, pertanto, che essere limitata a una generale verifica della logicità e razionalità dei criteri seguiti in sede di scrutinio per l'avanzamento; ciò tanto più ove si consideri come sia assai ampia la discrezionalità attribuita alla commissione superiore, chiamata a esprimersi su candidati in lizza per il raggiungimento dei più alti gradi della carriera militare, le cui qualità sono definibili – sia in senso assoluto, sia comparativamente agli altri colleghi assunti in valutazione – solo attraverso sfumate analisi di merito, implicanti la ponderazione non aritmetica delle complessive qualità degli scrutinandi, da effettuarsi attraverso un apprezzamento dei titoli e dei requisiti in via di astrazione e di sintesi, non condizionato dalla meccanica valutazione delle singole risultanze documentali.
Si è, di conseguenza, escluso che il giudice amministrativo possa procedere all'esame comparativo degli ufficiali valutati in sede di redazione degli scrutini di avanzamento, o verificare la specifica congruità del punteggio attribuito, in quanto la discrezionalità tecnica della commissione è sindacabile solo in presenza di valutazioni incoerenti o irragionevoli, tali da comportare un vizio della funzione. Si dimostrano così apprezzabili, lo si ripete, solo quelle palesi aberrazioni in presenza delle quali il vizio non può più ritenersi intrinseco alla valutazione di merito bensì trasmoda in eccesso di potere il che avviene nei casi in cui sia oggettivamente rilevabile la manifesta irrazionalità nell'esercizio della discrezionalità nella valutazione tecnica degli scrutinandi.